# European Young Chemists’ Network
Das European Young Chemists’ Network (EYCN) vereint die Jungchemiker der European Chemical Society (EuChemS). Bei diesen handelt es sich um alle Chemiker unter 35 Jahren, die einer europäischen Mitgliedsgesellschaft angehören. Das EYCN hat in Bezug auf die EuChemS mithin dieselbe Stellung wie das JungChemikerForum in Bezug auf die Gesellschaft Deutscher Chemiker beziehungsweise die österreichischen Jungchemiker in Bezug auf die Gesellschaft Österreichischer Chemiker.

## Geschichte
Gegründet wurde das EYCN 2006. Die Idee entstand bei mehreren Treffen junger Wissenschaftler in Europa. Am 31. August 2006 wurde während des ersten Europäischen Chemiekongresses (ECC) in Budapest unter dem Titel "Ziele, Aufgaben und Zweck des EYCN" die Gründung besiegelt. Im März 2007 luden Jens Breffke (Deutschland) und Csaba Janáky (Ungarn) alle Gesellschaften ein, ihre jungen Vertreter nach Berlin zu schicken, um die Regeln des EYCN festzulegen, die später vom Vorstand der EuChemS bestätigt wurden. In den Folgejahren konnte das EYCN fast alle jungen Chemiker der European Chemical Society erreichen, um Wissen, Erfahrungen und Ideen miteinander auszutauschen. Seit ihrer Gründung haben chemische Gesellschaften aus 28 Ländern junge Chemiker-Delegierte gewählt, um ihre jungen Abteilungen beim EYCN zu vertreten (Karte).

## Organisation
Das EYCN hat einen Vorstand mit vier einzelnen Teams (Mitglieder, Netzwerk, Wissenschaft und Kommunikation), die spezifische Verantwortlichkeiten haben, und jedes Team wird von einem Teamleiter geleitet. Als eine der aktivsten Divisionen von EuChemS besteht das Hauptziel des EYCN darin, Studierende und Nachwuchswissenschaftler durch Preise (beste Poster- und Vortrags-Preise, den European Young Chemist Award, EYCA) sowie Austauschprogramme zu unterstützen, u. a. im Rahmen des Young Chemists Crossing Borders (YCCB) Programms mit den USA. Weiterhin organisiert das EYCN Symposien sowie Workshops für junge Chemiker, u. a. das European Young Chemists Meeting (EYCheM), welches im März 2019 gemeinsam mit dem JCF Frühjahrssymposium in Bremen stattfindet.
Das EYCN kooperiert mit anderen Netzwerken in Europa und darüber hinaus. Es hat eine besonders aktive Zusammenarbeit mit den Jungchemikern der American Chemical Society (ACS-YCC) aufgebaut und kooperiert ebenso mit dem International Younger Chemists Network (IYCN). Neben der Muttergesellschaft EuChemS wird das EYCN seit vielen Jahren von Evonik Industries unterstützt.

## Projekte und Veranstaltungen
Um die Wissenschaft einem breiteren Publikum näher zu bringen, organisiert das EYCN seit 2016 in Zusammenarbeit mit der Royal Society of Chemistry (RSC) den Fotowettbewerb Photochimica und den Videowettbewerb Chemistry Rediscovered.
Das EYCN organisiert auch verschiedene Veranstaltungen, darunter die alle zwei Jahre stattfindende internationale Konferenz „European Young Chemists 'Meeting“ (EYCheM), ein Symposium auf der der alle zwei Jahre stattfindenden ECC und die jährliche Mitgliederversammlung abgehalten wird. Seitdem ersten im Jahr 2006 in Budapest, Ungarn, gab es bisher 15 Mitgliederversammlungen.